# Chester Jastremski
Chester Jastremski, né le 12 janvier 1941 et mort le 3 mai 2014, est un nageur américain spécialiste de la brasse. Il participe aux Jeux olympiques d'été de 1964 et remporte la médaille de bronze lors de l'épreuve du 200 m brasse. Il participe également aux Jeux olympiques d'été de 1968 mais ne nage que dans les séries du relais. Après sa carrière sportive, il mène une carrière médicale et sera l'un des membres du staff médical américain lors des Jeux olympiques d'été de 1976. Il meurt le 3 mai 2014 à l'âge de 73 ans alors qu'il souffrait de cancer, d'arthrite et de la maladie de Parkinson.

## Palmarès

### Jeux olympiques
- Jeux olympiques de 1964 à Tokyo,  Japon
  -  Médaille de bronze.